# Palazzo comunale (Pieve di Cento)
Il palazzo comunale di Pieve di Cento è la sede dell'omonimo comune. Si tratta di un edificio costruito tra il XVI e il XVII secolo e al suo interno, oltre agli uffici comunali e alle sale degli organi del comune, sono presenti l'archivio notarile, il teatro Alice Zeppilli e il museo della Musica.

## Descrizione

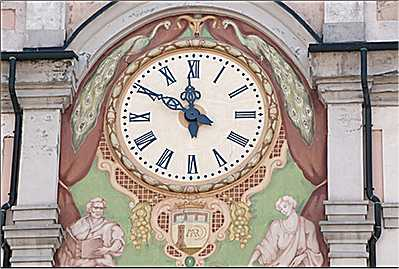
Orologio posto sulla facciata del Municipio con affreschi decorativi di Antonio Mosca del 1924

L'edificio venne costruito tra il XVI e il XVII secolo, e presenta forme settecentesche. Al centro svetta la torre dell'orologio, ornata con le sculture delle quattro stagioni e il fregio realizzato nel 1988 dal pittore pievese Carlo Pinardi. Sulla facciata sono presenti: il busto in bronzo del capitano Alfonso Riguzzi realizzato nel 1904 da Giuseppe Zacchini e il busto in bronzo di Antonio Gramsci realizzato nel 1947 da Antonio Alberghini. Gli affreschi intorno all'orologio sono opera del pittore pievese Antonio Mosca realizzati nel 1924. L'interno della sala del consiglio comunale è affrescata con scene di maniera del secolo XIX.
All'interno dell'edificio sono presenti il teatro comunale, il museo della Musica e l'archivio notarile.

### Il Teatro Alice Zeppilli

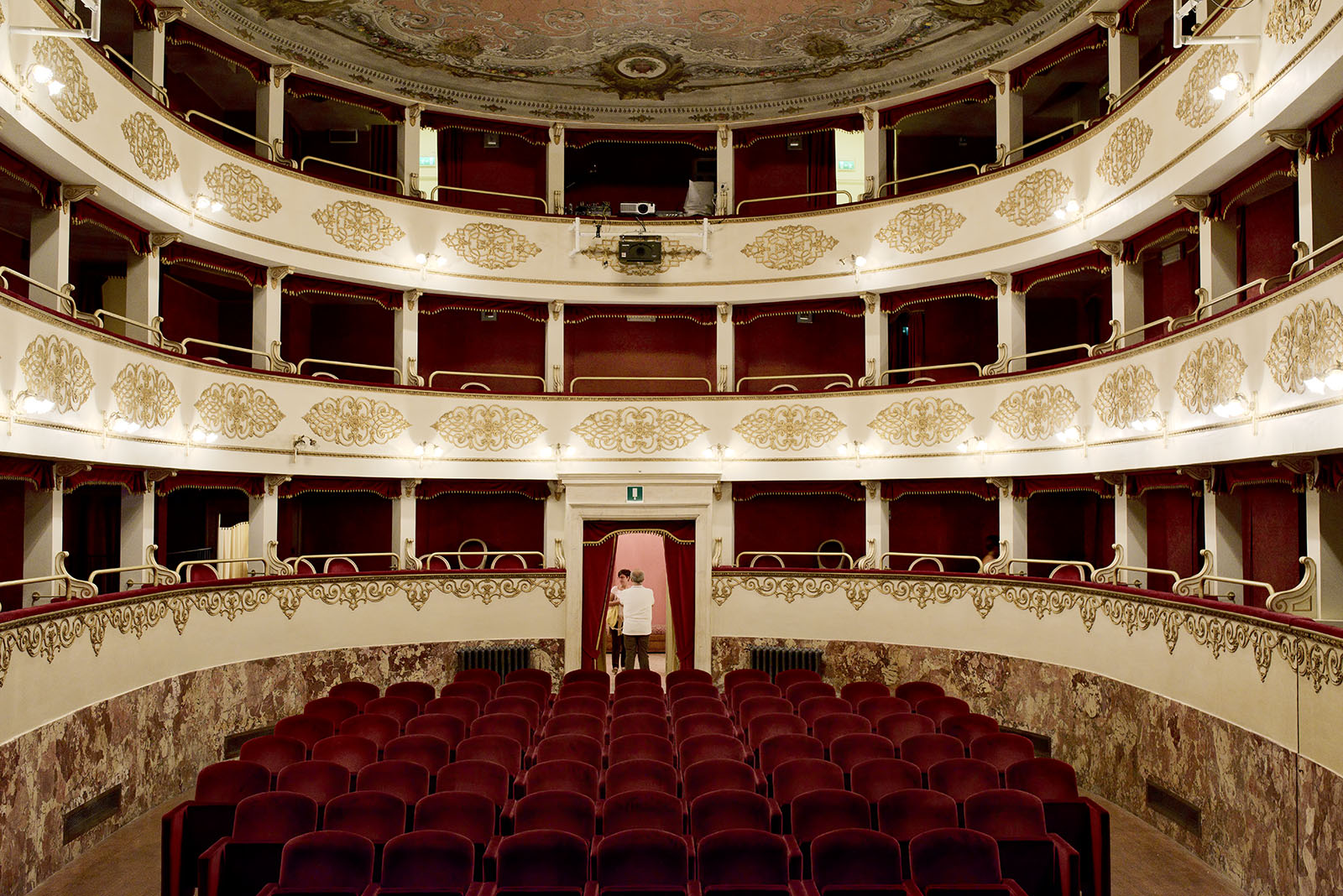
Sala del teatro Alice Zeppilli

Il teatro Alice Zeppilli è un raro esempio di luogo per spettacoli all'interno di un palazzo comunale e, tra questi, il secondo per grandezza in Italia.

### Il museo della Musica
Il museo della Musica è allestito nei foyers del teatro e conserva strumenti musicali, attrezzi di lavoro e documenti che attestano la tradizione musicale, in particolare liutaia, di Pieve.

### L'archivio storico notarile

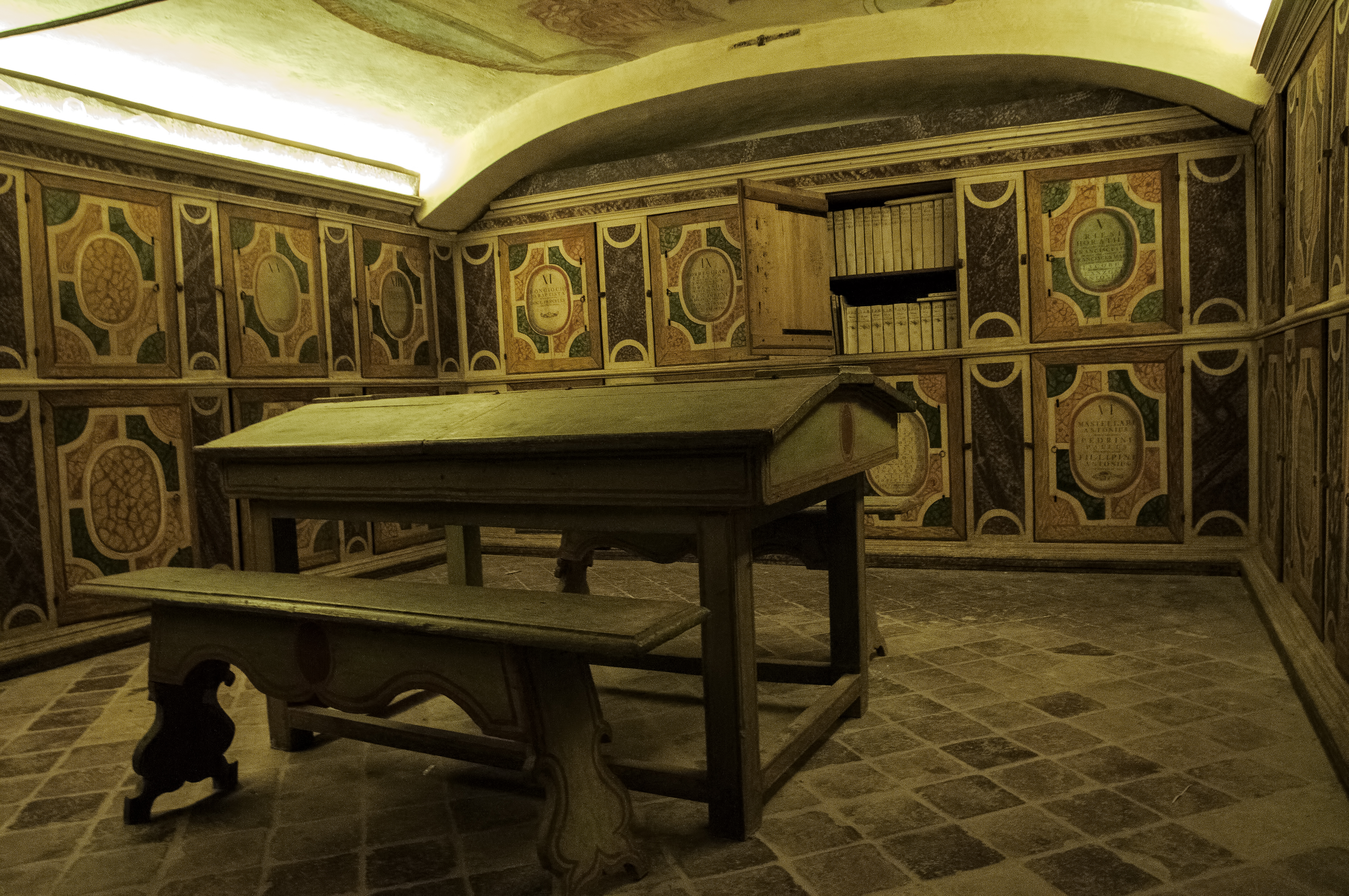
L'archivio storico notarile

Sempre all'interno del palazzo si trova l'archivio notarile, il quale è uno dei rarissimi esempi di archivio notarile completo, creato e conservato nel luogo d'origine. Si costituisce di un'unica stanza, con il soffitto a volta decorato e con mobili d'epoca realizzati su misura e dipinti. L'arredo è essenziale, con uno scrittorio, due panche e la cassetta dei testamenta secreta, in cui venivano depositati e secretati i testamenti che dovevano rimanere segreti. Negli armadi sono indicati graficamente il notaio o la famiglia notarile, tra cui i Bongiochi, i Mastellari e i Meloni, a cui lo spazio era assegnato. Sono presenti oltre 400 volumi, che riguardano atti redatti dai notai pievesi tra il 1458 e il 1795.